# Maike Friedrichsen (Diplomatin)
Maike Friedrichsen (* 1974 in Hamburg) ist eine deutsche Diplomatin. Seit September 2022 ist sie Botschafterin der Bundesrepublik Deutschland in der Dominikanischen Republik und leitet als solche die Botschaft Santo Domingo.

## Leben
Friedrichsen wurde 1974 in Hamburg geboren. Sie machte im Jahr 1993 das Abitur und studierte von 1993 bis 1998 Rechtswissenschaft an der Universität Hamburg. Sie legte 1998 das erste juristische Staatsexamen ab, erwarb 1999 den Grad eines European Master in Law and Economics (EMLE) der Universitäten Aix-Marseille/Frankreich, Gent/Belgien und Hamburg, machte 2001 den MBA in Internationaler Betriebswirtschaftslehre an der SIU Madrid/Spanien und legte nach dem Rechtsreferendariat von 2001 bis 2003 in Lübeck ihr zweites juristisches Staatsexamen im Jahr 2004 ab.
Nach erfolgreicher Teilnahme am Auswahlwettbewerb des Auswärtigen Amts absolvierte sie von 2005 bis 2006 den Vorbereitungsdienst für den höheren Auswärtigen Dienst und legte die Laufbahnprüfung ab. Es folgte von 2007 bis 2009 ein erster Einsatz als Referentin im Referat für Verwaltungs- und Verfassungsrecht der Zentrale des Auswärtigen Amts. Im Jahr 2010 wurde sie kurzzeitig in der politischen Abteilung der Zentrale mit der Bearbeitung der Beziehungen zu den Vereinigten Staaten und Kanada betraut. Es folgte von 2010 bis 2014 ein Einsatz in der Botschaft Washington, Vereinigte Staaten, wo sie in der Wirtschaftsabteilung die Themengebiete Entwicklungspolitik, Weltbank und Interamerikanische Entwicklungsbank bearbeitete.
Von 2014 bis 2018 war Friedrichsen ständige Vertreterin des Leiters der Botschaft Managua in Nicaragua. Danach wurde sie in der politischen Abteilung der Zentrale des Auswärtigen Amts stellvertretende Leiterin des Referats für Angelegenheiten betreffend Mexiko, Zentralamerika und Karibik.
Im September 2022 wurde sie außerordentliche und bevollmächtigte Botschafterin in der Dominikanischen Republik.
Friedrichsen ist verheiratet und hat zwei Kinder.